# 東洋書店
株式会社東洋書店（とうようしょてん、英称：Toyo Shoten Co., Ltd.）は、かつて理工・医薬・語学・人文書などを手がけていた日本の出版社。
2016年2月3日に東京地裁から破産開始決定を受け倒産した。負債総額は約1億円だった。

## 沿革
- 1975年9月9日、新宿区袋町で創業。
- 2015年6月25日 、事業を停止し事後処理を弁護士に一任した。
- 2016年2月3日、東京地方裁判所より破産手続の開始決定（倒産）[2]。
- 2016年10月27日、法人格消滅[3]。

## 出版分野
創業以来、建築・土木、試験問題集、医学・薬学、経済・法律、語学、自然科学、人文・社会、家庭医学・実用など幅広い出版物を手がける。

## 選書など
- 「ユーラシア・ブックレット」
- 「ユーラシア選書」

## 定期刊行物等
- 『ユーラシア研究』（ユーラシア研究所編）
- 『アルコールと医学生物学』（アルコール医学生物学研究会編）
- 『アルコール代謝と肝』（アルコール代謝と肝研究会編）
- 『DNA多型』（日本DNA多型学会編 ）